# Municipio de Beaver (condado de Roseau)
El municipio de Beaver (en inglés: Beaver Township) es un municipio ubicado en el condado de Roseau en el estado estadounidense de Minnesota. En el año 2010 tenía una población de 107 habitantes y una densidad poblacional de 1,16 personas por km².

## Geografía
El municipio de Beaver se encuentra ubicado en las coordenadas 48°40′20″N 95°33′13″O / 48.67222, -95.55361. Según la Oficina del Censo de los Estados Unidos, el municipio tiene una superficie total de 92.27 km², de la cual 91,71 km² corresponden a tierra firme y (0,61 %) 0,56 km² es agua.

## Demografía
Según el censo de 2010, había 107 personas residiendo en el municipio de Beaver. La densidad de población era de 1,16 hab./km². De los 107 habitantes, el municipio de Beaver estaba compuesto por el 99,07 % blancos y el 0,93 % eran de una mezcla de razas. Del total de la población el 0 % eran hispanos o latinos de cualquier raza.